# Brachymenium speirocladum
Brachymenium speirocladum är en bladmossart som beskrevs av C. Müller och Bescherelle 1880. Brachymenium speirocladum ingår i släktet Brachymenium och familjen Bryaceae. Inga underarter finns listade i Catalogue of Life.